# بسوکو (ویرجینیای غربی)
بسوکو (به انگلیسی: Besoco) یک منطقهٔ مسکونی در ایالات متحده آمریکا است که در شهرستان رالی، ویرجینیای غربی واقع شده‌است. بسوکو ۵۵۴٫۱۳ متر بالاتر از سطح دریا واقع شده‌است.